# Віварій
Віва́рій (лат. vivarium, від vivus — живий) — приміщення для утримання та розведення лабораторних тварин з метою виконання експериментів.
В віваріях містяться різноманітні тварини, зазвичай такі як собаки, кішки, кролики, щури, миші і деякі інші. Додатково в складі віварію можуть перебувати акваріуми, тераріуми і інсектарії, а також вольєри. Віварій складається з таких відділень: карантинне, утримання тварин, маніпуляційного, операційного. Є кімнати для дезінфекції, приготування їжі.
Тварини утримується в клітках, на яких є етикетки з зазначенням всіх даних про кожну тварину, їх приналежність експериментатору, дата початку і назва або шифр досліду.

## Розміри та матеріали
Віварій зазвичай виготовляється з прозорого контейнера (часто пластикового або скляного). Якщо це не акваріум, йому не потрібно витримувати тиск води, тому він також може бути виготовлений з дерева або металу, принаймні з однією прозорою стороною. Сучасні віварії можуть бути такими простими, як пляшка (див. Пляшковий сад), а іноді будуються з фанери з епоксидним покриттям і оснащуються розсувними скляними дверима. Покриття внутрішньої частини фанерного віварію допомагає зберегти природний ефект навколишнього середовища. Фанерні віварії з епоксидним покриттям краще зберігають тепло, ніж скляні або пластикові корпуси, і здатні витримувати високий рівень вологості. Вони можуть бути кубічної, сферичної, кубоподібної або іншої форми. Вибір матеріалів залежить від бажаних розмірів і ваги всього ансамблю, стійкості до підвищеної вологості, вартості та бажаної якості. 

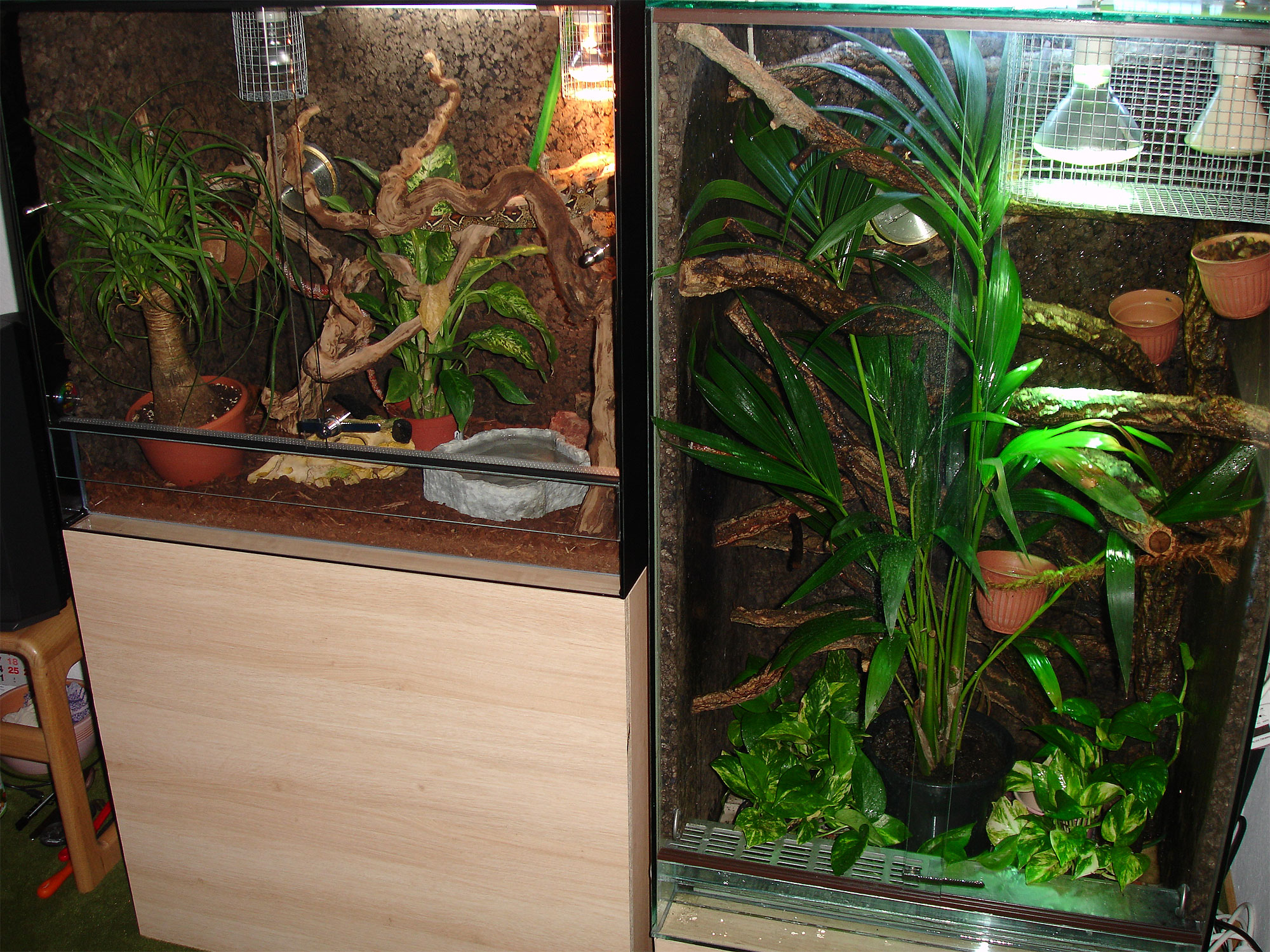
Два скляних тераріума з рослинами

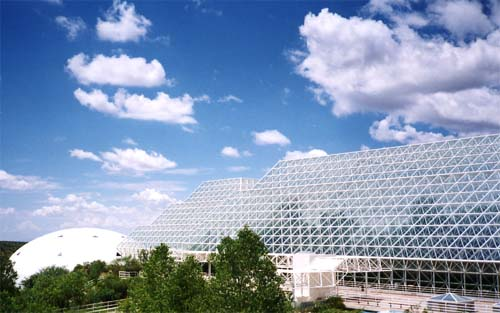
Біосфера-2 в Ораклі (Аризона), США

Підлога віварію повинна мати достатню площу поверхні для видів, що мешкають всередині. Висота також може бути важливою для великих рослин, витких рослин або для видів тварин, що лазять по деревах. Ширина повинна бути достатньо великою, щоб створити відчуття глибини, як для задоволення глядача, так і для блага видів, що знаходяться всередині.